# Manejo del agua de riego
El riego (el regadío, la irrigación) es la abstracción artificial de agua de su entorno natural seguida por la distribución a nivel de proyecto con el motivo de aplicación a nivel de campo para promover la producción agrícola en épocas con lluvia escasa.
En esta página se tratan las formas de organización, la gestión, y los medios de administración del agua de riego a nivel de proyecto.

## Administración del agua

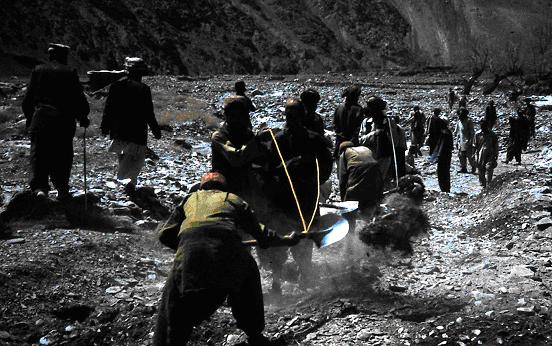
Mantenimiento comunal de un dique de desvío del agua de riego en el lecho pedregoso de un río en Baluchistán, Pakistán.

Los elementos físicos más importantes de un proyecto de riego son el agua y la tierra. Según las relaciones de propiedad de estos elementos puede haber diferentes clases de manejo de agua:
- el manejo comunitario
- el manejo empresarial
- el manejo utilitario

### El manejo comunitario
Hasta fines del siglo XIX el desarrollo de proyectos de riego sucedió a un ritmo tranquilo, llegando a un área bajo riego de unos 50 millones de hectáreas en el mundo, siendo esto más o menos 20 % del área regada en la actualidad. La tierra era mayormente propiedad privada o asignada por las autoridades de las comunidades de los pueblos a los campesinos, pero los recursos de agua quedaron en las manos de las comunidades que manejaban el agua de riego de modo comunitario cooperativo.

### El manejo empresarial

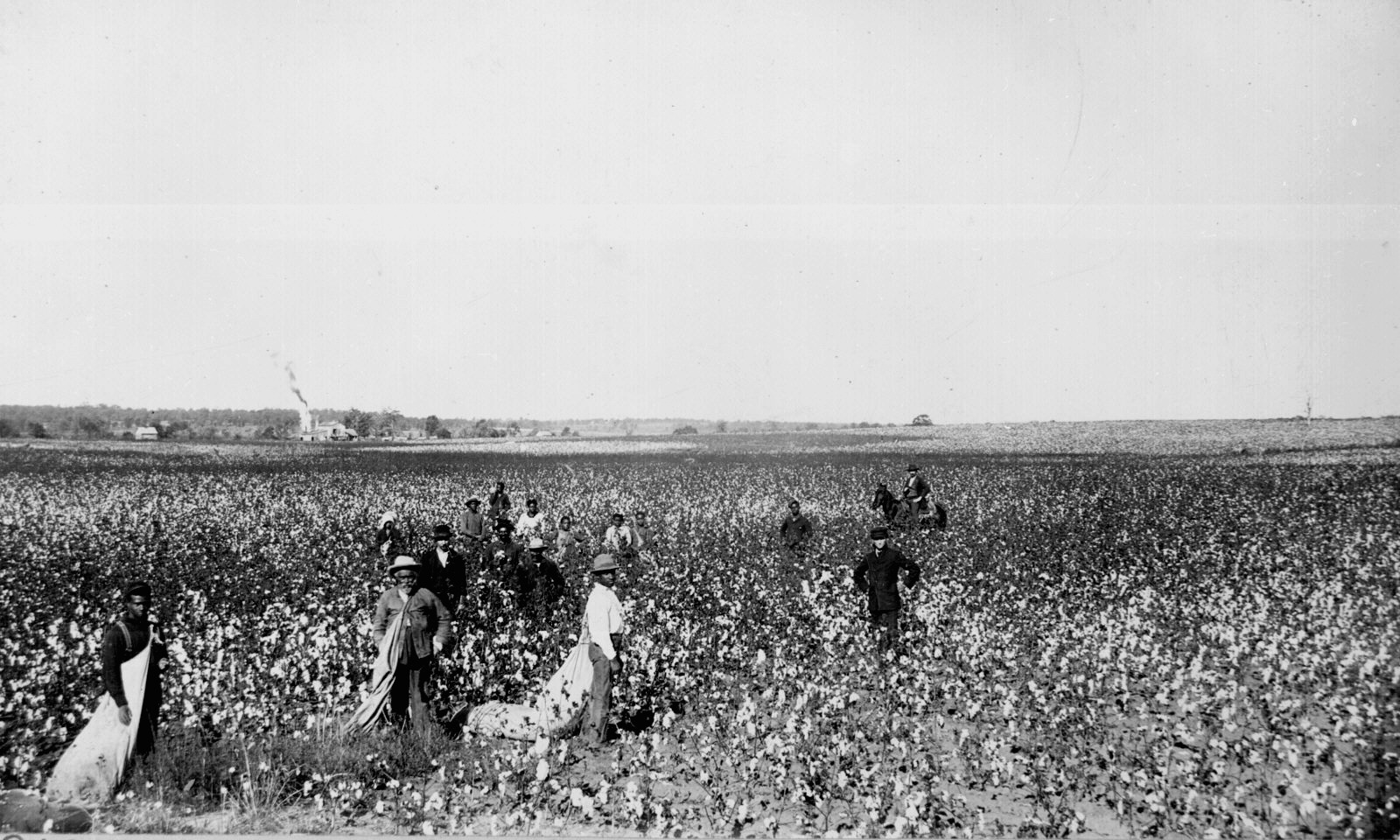
Labor de esclavos en una plantación de alogodón regada.

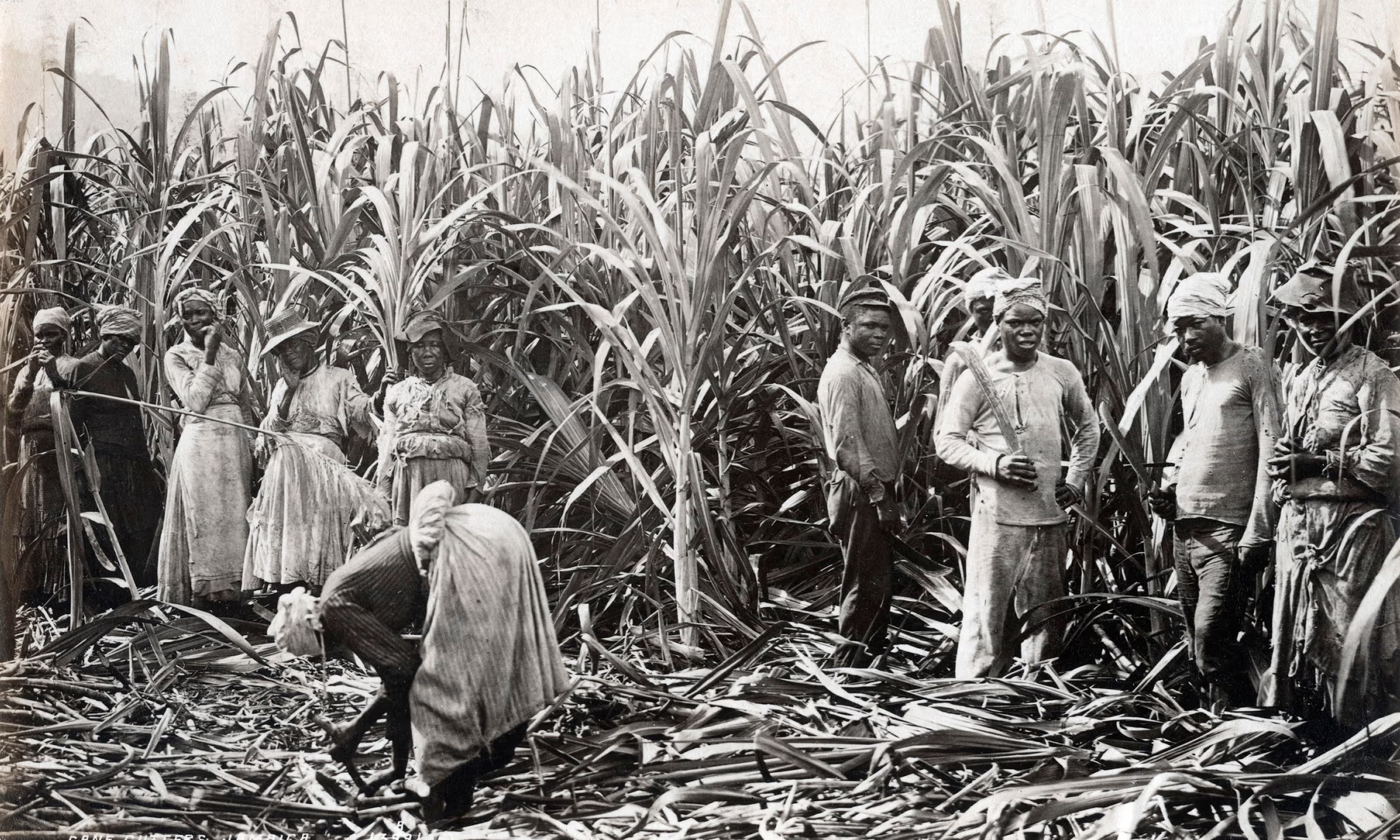
Trabajadores en una plantación de caña de azúcar regada.

La clase empresarial de manejo del agua de riego ocurría en grandes latifundios o en corporaciones agrarias, pero también en países con control central. Las tierras y los recursos de agua ambos estaban en una sola mano.
Se encontraron grandes plantaciónes en países colonizados en Asia, África y América Latina, así mismo en países empleando el trabajo de esclavos. Se trataba generalmente de cultivos comerciales de exportación como el banano, la caña de azúcar y el algodón. Se presenta en la historia que la esclavitud tuvo sus mayores índices en la unión americana, sin embargo fue más cruel y sanguinaria en la península de Yucatán en los campos de enequen o fibra de agave para abastecer la demanda europea de este tipo de fibras básicas para en esa época.
Como resultado de reformas agrarias, las haciendas fueron transformadas en sociedades cooperativas en las cuales los anteriores trabajadores y empleados se nombraron miembros de la sociedad y ellos ejercieron una forma cooperativa del manejo de agua y tierra.

### El manejo utilitario

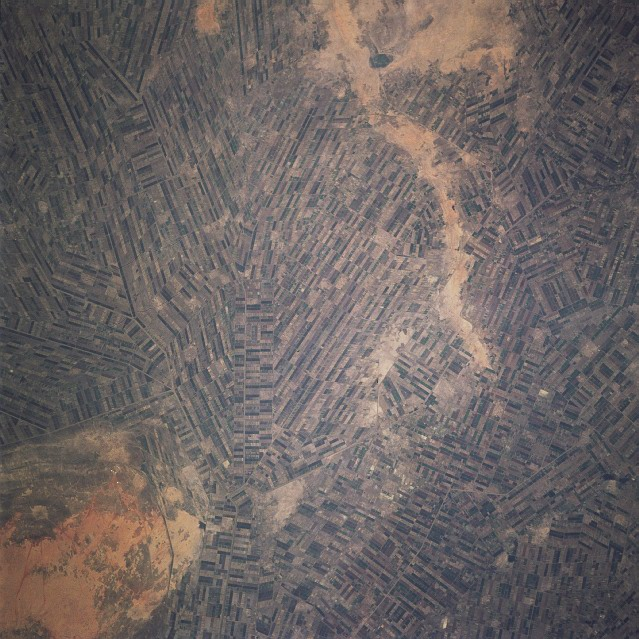
Canales del proyecto de riego Gezira, Sudán, 1997, con manejo del tipo utilitario de la distribución del agua proveniente del Nilo Azul.

El manejo de agua del tipo utilitario ocurre en áreas donde la tierra pertenece a muchos y la explotación y distribución del agua está a cargo de una organización gubernamental o privada.
A partir del año 1900 los gobiernos asumieron más influencia en asuntos de riego porque:
- Los recursos de agua se consideraban más y más propiedad de gobierno debido al aumento de la demanda de agua de buena calidad y la reducción relativa de la disponibilidad
- Los gobiernos embarcaban en proyectos de riego de gran escala que se consideraban más eficientes
- El desarrollo de nuevos proyectos de riego se volvió tan complicado desde los puntos de vista técnico, financiero y organizativo, que ellos cayeron afuera del alcance de comunidades pequeñas
- Las políticas nacionales de importación y exportación de los gobiernos requerían cultivos comerciales y, ejerciendo el control del agua a nivel nacional, los regantes podrían ser guiados más fácilmente hacia la plantación de estos cultivos

La administración de las aguas significaba un subsidio grande a los proyectos de riego. Desde 1980 la operación y el mantenimiento de muchos proyectos de riego fueron trasladados a Organizaciones de Usuarios del Agua (OUA), asociaciones de regantes, o distritos de riego, que tenían de asumir estas tareas y gran parte de los costos, mientras se respetaban los derechos de agua.
Sin embargo, la explotación de los recursos de agua mediante grandes presas y embalses - que a la vez producen energía eléctrica - así como los grandes diques de desvío del agua de los ríos, permanecieron como responsabilidad del gobierno, mayormente porque se involucraba la seguridad humana y la protección ambiental.
En el pasado el tipo utilitario de manejo ha testificado más conflictos y disturbios que los otros tipos (véase Prácticas de entrega más abajo).

## Costos del agua

### Precios y tarifas
El agua de riego lleva un precio para cubrir los costos de manejo. Existen los siguientes sistemas de tarifas:
- ausencia de tarifas, el gobierno asume los costos
- tarifa en horas de faena, que se aplica normalmente en el manejo de tipo comunitario en proyectos de riego tradicionales
- tarifa anual por área, un precio fijo por hectárea por año
- tarifa estacional por área, un precio fijo por hectárea por estación del año con precios más elevados en las estaciones secas
- tarifa volumétrica, un precio fijo por m³ de agua; el consumo del agua requiere medición del flujo.
- tarifa progresiva en base al consumo por hectárea; el precio aumenta a medida que se consume más agua por hectárea a fin de regular la eficiencia de uso.

El uso de agua subterránea para el riego a menudo es licenciado por el gobierno y se le permite al dueño del pozo  extraer un cierto volumen máximo por año a un precio convenido.

### Cobro de los costos
El cobro de los costos puede ser menor de lo intentado porque:
- los ingresos son recibidos por una organización ajena a la entidad responsable del manejo
- los regantes y usuarios del agua no tienen responsabilidad ni influencia en el manejo
- falta de comunicación entre los campesinos y los gerentes del proyecto
- los campesinos pobres no pueden cumplir
- los regantes no reciben el agua conforme a la necesidad, lo que puede referirse a cantidades inapropiadas o a momentos inoportunos
- existe corrupción a nivel de gerencia

### Reembolso de los costos
El cobro de los costos a menudo es insuficiente para el rembolso completo de los costos, por ejemplo:
| País                   | Cobro de costos (%) | Reembolso de costos (%) | Comentario              |
| ---------------------- | ------------------- | ----------------------- | ----------------------- |
| Argentina              | 67                  | 12                      | tarifa baja: $70/ha/año |
| Bangladés              | 3-10                | <1                      | tarifa no impuesta      |
| Brasil, Proyecto Jaiba | 66                  | 52                      |                         |
| Colombia               | 76                  | 52                      |                         |
| Turquía                | 76                  | 30-40                   |                         |
| Sri Lanka              | 8                   | <1                      | tarifa no impuesta      |

### Organizaciones de Usuarios del Agua (OUA)
A partir del año 1980 se desarrollaron muchas programas de transferencia de las tareas de operación y mantenimiento de los proyectos de riego de los gobiernos a las Organizaciones de Usuarios del Agua (OUA).
Un desarrollo efectivo tuvo lugar en México, donde se inició en 1990 un programa de OUA's con derechos de agua negociables. Hacia 1998 unos 400 OUA ya estaban en operación cubriendo en promedio 7600 hectáreas cada una. Ellas eran capaces de cobrar más del 90 % de los costos, ante todo porque las tarifas se debían pagar con anterioridad. El subsidio gubernamental se redujo a solo 6 %. Esfuerzos similares se hicieron en el Perú, pero el progreso todavía no está al nivel del de México.

## Principios de entrega del agua

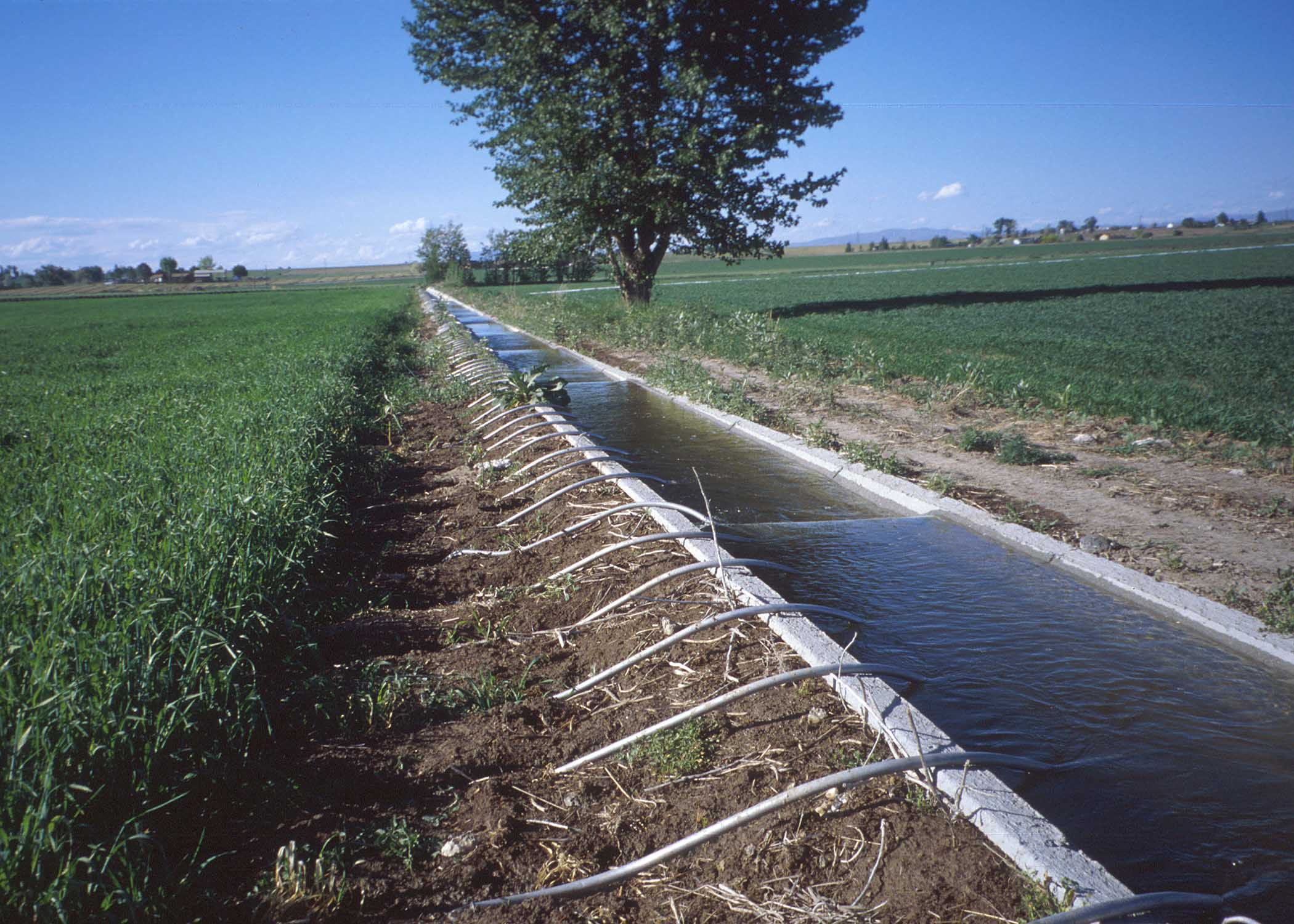
Agua de riego entregada a la finca.

### Entrega por turnos de rotación
En proyectos grandes de riego la distribución del agua y la entrega a la entrada de la finca a menudo se arregla en turnos por rotación (por ejemplo una vez cada 2 semanas). La cantidad de agua por recibir durante un turno en muchos casos es proporcional a la superficie de la finca. Ya que los canales llevan el agua con caudales constantes, la finca recibe el agua durante un tiempo proporcional a su tamaño (por ejemplo durante 3 horas cada 2 semanas).
La entrega de agua por turnos en rotación se ve mayormente bajo el tipo utilitario de manejo.

### Entrega por demanda
En proyectos de riego menores la entrega de agua se puede arreglar bajo demanda con tarifa volumétrica. Esto requiere un sistema de registro preciso. Ya que la demanda puede variar en el tiempo, el sistema de distribución del agua y la infraestructura resulta relativamente cara porque debe ser capaz de funcionar sin falta en períodos de alta demanda.
En épocas de escasez de agua, hay que confiar en procedimientos de negociaciones o en reglas de reducción de la entrega para regular la oferta sin conflictos. De punto de vista de eficiencia del uso de agua el sistema de entrega a demanda es el más eficaz.

### Entrega preferencial

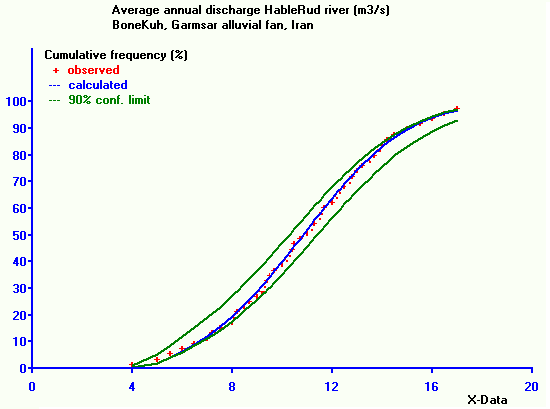
Análisis de frecuencia acumulada del caudal anual variable de un río.

En proyectos con oferta de agua insegura debido a variaciones anuales del caudal del río del cual se desvía el agua, los usuarios del agua en la cabecera del sistema de canales frecuentemente tienen en cierto grado derechos de preferencia comparados con los usuarios en la cola del sistema. De este modo el número de campesinos que puede tener un cultivo regado varía de un año al otro.
El método de entrega preferencial se nota especialmente en esquemas de riego del tipo riego por avenida (riego por "golpe"). Es probable que los regantes de cabecera, o sus antecesores, hayan contribuido más a la construcción y el mantenimiento de las obras hidráulicas necesarias en términos de faena que los otros y por esto les corresponde el privilegio.

### Entrega limitada
En regiones con escasez estructural de agua se puede aplicar el principio de adjudicación limitada de agua en que la adjudicación es solamente una fracción del requerimiento total de agua por hectárea, es decir que la intensidad del riego es menos de 100 %. Así los regantes pueden regar solo parte de su finca o regar todo el terreno con una cantidad deficiente, mientras que se tiene la opción de plantar cultivos de alta demanda en una superficie limitada (como el arroz, la caña de azúcar, y la mayoría de los huertos), o cultivar plantas de bajo uso consumativo (como ciertos cereales —notablemente la cebada, el mijo y el sorgo— y el algodón).
El principio de adjudicación limitada normalmente se encuentra solo en el tipo utilitario de administración de agua. En la India este principio se llama riego protegido, que tiene como objetivo la distribución igualitaria de la escasez y la prevención de hambruna en vez de maximizar la producción.
Como consecuencia de la competición por el agua, las prácticas de entrega pueden desviarse de los principios.

## Prácticas de entrega del agua

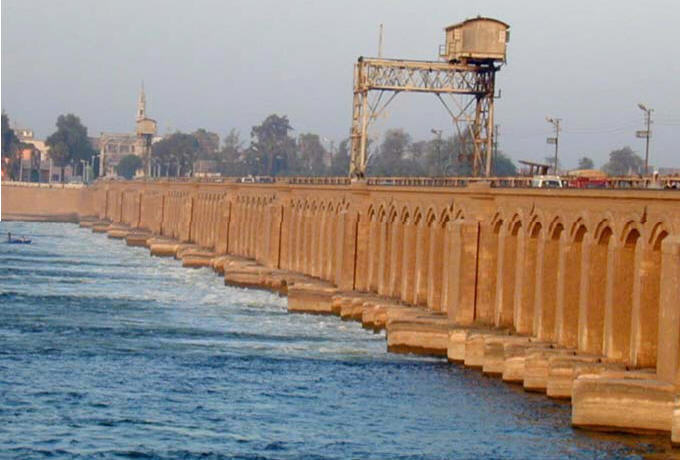
La vieja bocatoma de las aguas de riego del río Nilo cerca de Assiut, Egipto.

### Competencia
En la práctica la distribución del agua de riego está sometida a competencia. Regantes con influencia pueden adquirir más agua de lo adjudicado. Además, los usuarios en la parte cabecera del sistema de canales de riego pueden interceptar el agua más fácilmente que los en la cola de sistema. El grado de influencia del regante a menudo es correlativo a su posición relativa en la topografía del esquema de regadío.

### Problemas de cola

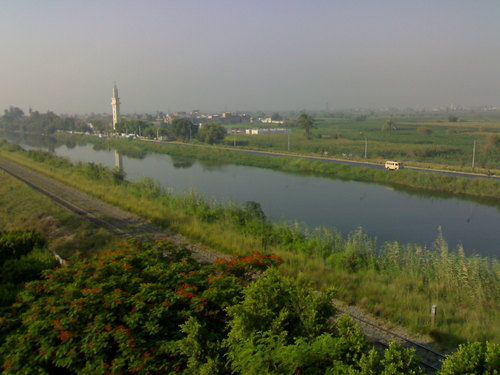
El canal de riego Ibrahimiya cerca de Minya, Egipto.

R. Chambers cita autores quienes han señalado problemas de cola en el reparto del agua de riego:
- El viejo proyecto Sardar Canal en el estado de Guyarat, la India, era diseñado a base de una intensidad de riego de 32 %, pero en la parte aguas arriba del proyecto la entrega de agua sucedió a una intensidad de 42 % (es decir, a 131 % de la norma de diseño) y en la parte aguas abajo la intensidad era solamente 19 % (o sea 59 % de la norma de diseño), aunque la meta de proyecto era irrigación protectiva con derechos iguales para todos.
- En el más reciente proyecto Sardar Sahayak Pariyojana, una extensión del proyecto Sardar Canal con 1,7 millones de hectáreas, los regantes en la cabecera reciben 5 veces más agua que los en la cola, aunque el proyecto ha sido diseñado a base de la distribución egalitaria del agua escasa.
- El subproyecto Ghatampur distributary canal en el proyecto de riego Ramganga en el estado de Uttar Pradesh, la India, entregaba 155 % de la descarga de diseño al distrito de riego Kisarwal cerca de la cabeza del canal y solamente 22 % al distrito de Bairampur al final.

También en Egipto se notificaron diferencias considerables en la distribución de agua:
| Canal lateral de riego  | Suministro de agua en m³/feddan *) |
| ----------------------- | ---------------------------------- |
| Kafret Nasser           | 4700                               |
| Beni Magdul             | 3500                               |
| El Mansuria             | 3300                               |
| El Hammami aguas arriba | 2800                               |
| El Hammami aguas abajo  | 1800                               |
| El Shimi                | 1200                               |

*) Período: del 1 de marzo al 31 de julio. 1 feddan equivale a 0,42 ha.